# 池田宗春
池田 宗春（いけだ むねはる）は、江戸時代前期の岡山藩の家老。通称は隼人。建部池田家（森寺池田家）6代当主。

## 略歴
承応2年（1653年）、岡山藩家老池田長泰の嫡男として誕生。母は池田利政の娘森昌院。初名は長尚。
明暦3年（1657年）、父長泰の死去により知行のうち1万石を相続し、仕置家老となる。延宝2年（1674年）、領内の天神宮を再建、子孫累代崇敬し、筏祀科を献納した。延宝4年（1676年）、病により仕置家老を辞職する。
貞享2年（1685年）9月14日没。享年33。墓所は阿光山建部池田家墓所（岡山県岡山市北区建部町）。家督は嫡男太寅が相続した。正室の恵明院は元禄11年（1698年）2月18日没。

## 系譜
- 父：池田長泰（1626-1657）
- 母：森昌院（?-1707） - 池田利政の娘
- 正室：金子（?-1698） - 恵明院、日置忠治の娘
  - 嫡男：池田太寅（1682-1723）
- 生母不明の子女
  - 女子：伊木忠義正室（?-1693）